# 李健华
李健华（1982年2月12日—），中国广东省梅州市梅县人，已退役的足球运动员，司职后卫，曾经入选中国国家足球队。

## 俱乐部生涯
1998年的广东省运动会后李健华入选深圳平安二队，2002年入选深圳平安一队，2002年中国足协出台了硬性规定，每场比赛必须有两个21岁以下的年轻队员上场，这才给了他一个机会。2003年李健华在深圳的右路站稳了脚跟，2004年协助深圳健力宝夺得首屆中国足球超级联赛的冠军。2007赛季后半程他开始担任球队队长。
2008赛季结束后，深圳队连年的不稳定让李健华萌生离开球队的想法，而另一支中超球队广州医药也有意引进李健华，但深圳足球俱乐部为李健华标出的260万身价却使转会陷入僵局。2009年转会即将截止的最后时刻，深圳队与广州医药队终于达成了协议，李健华以140万元的身价永久转会加盟广州医药。李健华加盟后坐稳球队主力，并以副队长身份为广州队赢得中甲冠军、中超冠军、超级杯冠军和足协杯冠军。
2012赛季，李健华逐渐失去主力位置。2013年1月11日，广州富力宣布李健华连同其广州恒大的队友姜宁、吴坪枫一同加盟，但上场机会寥寥，于2015年底不获续约。
一年后，2016年11月9日，李健华以自由身加盟中乙球队梅县鐵漢足球俱乐部，当年便帮助球队冲上中甲联赛。2020年初，球队因财政问题解散，李健华于3月6日宣布退役。

## 国家队生涯
2005年李健华首次入选中国国家队的集训名单。2008年4月16日他在西雅图中国队0比1不敌墨西哥队的比赛中下半场替补胡兆军出场，完成国家队首秀。

## 联赛上场纪录
最後更新：2015年11月3日 
| 球季 | 俱乐部     | 國家 | 级别 | 上陣 | 入球 |
| ---- | ---------- | ---- | ---- | ---- | ---- |
| 2002 | 深圳平安   | 中國 | 1    | 25   | 1    |
| 2003 | 深圳健力宝 | 中國 | 1    | 23   | 0    |
| 2004 | 深圳健力宝 | 中國 | 1    | 14   | 1    |
| 2005 | 深圳健力宝 | 中國 | 1    | 21   | 1    |
| 2006 | 深圳金威   | 中國 | 1    | 21   | 1    |
| 2007 | 深圳上清飲 | 中國 | 1    | 25   | 2    |
| 2008 | 深圳上清飲 | 中國 | 1    | 27   | 0    |
| 2009 | 广州医药   | 中國 | 1    | 28   | 0    |
| 2010 | 广州恒大   | 中國 | 2    | 24   | 2    |
| 2011 | 广州恒大   | 中國 | 1    | 28   | 0    |
| 2012 | 广州恒大   | 中國 | 1    | 17   | 1    |
| 2013 | 广州富力   | 中國 | 1    | 12   | 0    |
| 2014 | 广州富力   | 中國 | 1    | 4    | 0    |
| 2015 | 广州富力   | 中國 | 1    | 3    | 0    |
| 2017 | 梅县鐵漢   | 中國 | 3    | 18   | 0    |
| 2018 | 梅县鐵漢   | 中國 | 2    | 9    | 0    |
| 2019 | 广东华南虎 | 中國 | 2    | 23   | 0    |

## 荣誉
- 深圳健力宝
  - 中国足球超级联赛冠军：2004
  - 中国足球甲A联赛亚军：2002
  - 中国超级联赛杯亚军：2004、2005
- 广州恒大
  - 中国足球甲级联赛冠军：2010
  - 中国足球超级联赛冠军：2011
  - 中国足球超级联赛冠军：2012
  - 中国足协杯冠军：2012

## 外部連結
- 李健华-网易体育[永久]
- 李健华_体育明星_NIKE新浪竞技风暴 （页面存档备份，存于）
- 新浪 （页面存档备份，存于）
- 梅州足球在国家队的独猫 （页面存档备份，存于）（2007年12月13日）